# Helmut Kirchberg
Helmut Kirchberg (* 31. Januar 1906 in Mainz; † 23. Mai 1983 in Freiberg) war ein deutscher Bergbauwissenschaftler.

## Leben
Kirchberg studierte Bergbau in Freiberg, Aachen und an der Technischen Hochschule Berlin, wo er 1929 das Ingenieur-Diplom erwarb und 1937 promoviert wurde.
Ab 1938 wirkte er als wissenschaftlicher Mitarbeiter am Kaiser-Wilhelm-Institut für Eisenforschung in Düsseldorf.  Nach seiner Habilitation im Jahr 1943 wurde er Professor für Bergbaukunde an der TH Breslau.
1947 übernahm er eine Professur an der Bergakademie Freiberg, ein Jahr später wurde er Dekan der Fakultät Bergbau und Hüttenwesen. Von 1953 bis 1954 war er Rektor der Bergakademie.
1954 wurde auf seine Initiative das Forschungsinstitut für Aufbereitung gegründet, das er bis zu seiner Emeritierung im Jahr 1971 leitete.
1956 wurde er korrespondierendes und 1957 ordentliches Mitglied der Akademie der Wissenschaften der DDR. Er wurde 1959 mit dem Vaterländischen Verdienstorden der DDR in Silber und 1969 mit dem Banner der Arbeit geehrt.
Helmut Kirchberg starb 1983 in Freiberg.

## Werke (Auswahl)
- Die Aufbereitung von Mineralien auf Grund ihrer Wärmeeigenschaften. TH Berlin, Diss., 1937.
- Zur begrifflichen und formelmäßigen Erfassung von Siebvorgängen. 1952.
- Aufbereitung bergbaulicher Rohstoffe. Bd. 1, 1953.
- Die Flotation nichtsulfidischer Minerale mit Tallölprodukten als Sammler. 1963.
- Beiträge zur Flotation und Dichtesortierung. 1968.
- Probleme der Zinnsteinflotation und der Zinnbestimmung. 1969.